# Стюринг, Эдвард
Эдвард Йерун Стюринг (нидерл. Edward Jeroen Sturing; род. 13 июня 1963, Апелдорн, Гелдерланд) — нидерландский футбольный тренер и бывший профессиональный игрок, который играл на позиции правого защитника за «Де Графсхап» и «Витесс». Сыграл три матча за сборную Нидерландов.

## Карьера игрока

### Клуб
Стюринг играл на молодёжном уровне в «Гоу Эхед Иглз», а свою профессиональную карьеру начал в сезоне 1982/83 в «Де Графсхап» из Первого дивизиона. В следующем сезоне защитник завоевал место в основе команды. В течение пяти лет он играл за «Де Графсхап», прежде чем перешёл в «Витесс». Здесь с самого начала тренер Берт Якобс ставил его в основной состав, через два года Стюринг с командой выиграл Первый дивизион 1988/89 и вышел в высшую лигу.
В своём первом сезоне в высшем дивизионе Стюринг получил «Золотую бутсу» как лучший игрок чемпионата. Вместе с ним «Витесс» смог не только удержаться в элите, но занял четвёртое место, в первый раз выйдя в еврокубки. Самый успешный период «Витесса» в 1990-х годах связан с именами Стюринга, Джона ван ден Брома, Тео Боса, Мартина Ламерса, Барта Латухеру и молодого Филлипа Коку. За девять лет Стюринга в «Витессе» клуб не опускался ниже пятого места в высшей лиге. Команда пять раз боролась за Кубок УЕФА. В 1997 году Стюринг был признан игроком сезона «Витесса». В сезоне 1997/98 клуб занял третье место после «Аякса» и ПСВ — лучшая позиция в лиге в истории клуба, нападающий команды Рой Макай забил 34 гола в том сезоне.
3 мая 1998 года Стюринг провёл свою последнюю игру за «Витесс», команда дома победила «Фейеноорд» со счётом 2:1, Эдварда Стюринга на 65-й минуте заменил Йохем ван дер Ховен. Совокупно Стюринг провёл более 300 матчей за «Витесс».

### Национальная сборная
Стюринг дебютировал в сборной 20 декабря 1989 года в матче против Бразилии под руководством Тейса Либрегтса. Товарищеский матч был приурочен к 100-летнему юбилею Королевского футбольного союза. Поскольку многие ключевые игроки, такие как Рууд Гуллит, Марко ван Бастен и Франк Райкард отказались играть, тренер вызвал в команду некоторых игроков, у которых не было международного опыта. Таким образом, Стюринг дебютировал в основном составе сборной вместе с товарищами по команде Латухеру и Ламерсом. В отличие от голландцев, Бразилия приехала на матч с основным составом. В итоге бразильцы выиграли с минимальным счётом, единственный гол забил Карека.
В отличие от Латухеру, для которого матч с Бразилией стал единственным в сборной, Стюринг снова получил вызов на следующий товарищеский матч 21 февраля 1990 года против Италии. Игра завершилась безголевой ничьей. Следующий матч защитник сыграл в Киеве против Советского Союза, его команда потерпела поражение со счётом 1:2. После того как тренера Нола де Рёйтера сменил Лео Бенхаккер, Стюринг больше не вызывался в сборную.

## Тренерская карьера
Ещё до завершения карьеры Стюринг тренировал молодёжь «Витесса» и работал с будущими игроками сборной Стейном Схарсом и Никки Хофсом. После окончания карьеры он перешёл от роли игрока к помощнику тренера «Витесса» и также активно работал с молодёжной командой. Спустя чуть более года в конце октября 1999 года он вместе с Яном Йонгблудом временно возглавлял клуб в течение двух месяцев после увольнения Герберта Ноймана. На тренерский пост пришёл Рональд Куман. Однако в декабре 2001 года Куман перешёл в «Аякс». На этот раз Стюринг сам исполнял обязанности тренера, клуб финишировал на пятом месте и вышел в Кубок УЕФА. В сезоне 2002/03 клуб возглавил новый тренер Майк Снуй, который был уволен в марте 2003 года. После него Стюринг тренировал команду в течение трёх лет, ему было разрешено оставаться в этой должности, несмотря на то, что в конце сезона «Витесс» был только 14-м. В сезоне 2003/04 команда заняла 16-е место, но выиграла плей-офф за право остаться в элите.
В 2006 году он возглавил молодёжную команду ПСВ. Через год клуб был награждён премией как лучшая молодёжная команда в Нидерландах. Стюринг оставался в ПСВ до 2008 года, прежде чем вернулся в «Витесс» в сезоне 2008/09 в качестве помощника тренера Ханса Вестерхофа. После ухода Вестерхофа из клуба Стюринг также покинул свой пост и работал до конца сезона в качестве скаута и аналитика. Причина была в плохих отношениях между Стюрингом и новым тренером Тео Босом.
В начале сезона 2009/10 Стюринг возглавил вылетевший из элиты «Волендам». Он ушёл с поста в феврале 2010 года, результаты команды в Первом дивизионе были значительно хуже ожидаемых — 14-е место.
С 2012 по 2014 год он работал в Турции помощником тренера «Генчлербирлиги» и «Кайсери Эрджиесспор», а затем вернулся в «Витесс», где снова стал ассистентом тренера. Помимо этой должности, Стюринг также выполняет представительские функции и участвует в торжественных мероприятиях клуба.
В 2016 году северная трибуна стадиона «Витесса» «Гелредом» была названа в его честь.

## Статистика

### Матчи Стюринга за сборную Нидерландов
| Матчи Стюринга за сборную Нидерландов | Матчи Стюринга за сборную Нидерландов | Матчи Стюринга за сборную Нидерландов | Матчи Стюринга за сборную Нидерландов | Матчи Стюринга за сборную Нидерландов | Матчи Стюринга за сборную Нидерландов |
| ------------------------------------- | ------------------------------------- | ------------------------------------- | ------------------------------------- | ------------------------------------- | ------------------------------------- |
| №                                     | Дата                                  | Соперник                              | Счёт                                  | Голы Стюринга                         | Соревнование                          |
| 1                                     | 20 декабря 1989                       | Бразилия                              | 0:1                                   | —                                     | Товарищеский матч                     |
| 2                                     | 21 февраля 1990                       | Италия                                | 0:0                                   | —                                     | Товарищеский матч                     |
| 3                                     | 28 марта 1990                         | СССР                                  | 1:2                                   | —                                     | Товарищеский матч                     |

Итого: 3 матча / 0 голов; 0 побед, 1 ничья, 2 поражения.